# Cuadreras
Las carreras cuadreras o simplemente cuadreras, son un tipo tradicional de carrera de caballos características del mundo rural, que se realizan en Argentina, Paraguay y Uruguay, y que fue creada por la cultura gauchesca en tiempos coloniales. Se denominan cuadreras para significar que se trata de carreras cortas, derivando el término de "cuadra", una unidad de medida equivalente a 150 varas o 129 metros, utilizada con anterioridad a la implementación del sistema métrico decimal. La competencia se realiza entre dos o más caballos "parejeros" (casi siempre caballos criollos) y son frecuentes las apuestas. La costumbre se encuentra muy difundida a lo largo del país.